# Dwars door België 1980
La Dwars door België 1980, trentacinquesima edizione della corsa, si svolse il 23 marzo su un percorso di 196 km, con partenza ed arrivo a Waregem. Fu vinta dall'olandese Johan van der Meer della squadra HB Alarmsystemen davanti al connazionale Jan Raas e al belga Guido Van Sweevelt.

## Ordine d'arrivo (Top 10)
| Pos. | Corridore              | Squadra                 | Tempo    |
| ---- | ---------------------- | ----------------------- | -------- |
| 1    | Johan van der Meer     | HB Alarmsystemen        | 5h08'00" |
| 2    | Jan Raas               | Ti-Raleigh-Creda        | a 1"     |
| 3    | Guido Van Sweevelt     | Ijsboerke-Warncke Eis   | s.t.     |
| 4    | Walter Planckaert      | Vermeer-Thijs-Mini-Flat | s.t.     |
| 5    | Willy Planckaert       | Vermeer-Thijs-Mini-Flat | s.t.     |
| 6    | Dirk Wayenberg         | Ijsboerke-Warncke Eis   | s.t.     |
| 7    | Gustaaf Van Roosbroeck | Ijsboerke-Warncke Eis   | s.t.     |
| 8    | Patrick Devos          | Vermeer-Thijs-Mini-Flat | s.t.     |
| 9    | Patrick Verstraete     | Fangio-Amelynck         | s.t.     |
| 10   | Fedor den Hertog       | Vermeer-Thijs-Mini-Flat | s.t.     |